# NGC 1797
NGC 1797 est une galaxie spirale barrée située dans la constellation de l'Éridan. NGC 1797 a été découverte par l'astronome américain Lewis Swift en 1887.

## Caractéristiques
NGC 1797 est une galaxie à sursauts de formation d'étoiles et elle présente une large raie HI. C'est aussi une galaxie lumineuse dans l'infrarouge (LIRG).
En raison d'une brillance de surface égale à 14,01 mag/am2, on peut qualifier NGC 1797 de galaxie à faible brillance de surface (LSB en anglais pour low surface brightness). Les galaxies LSB sont des galaxies diffuses (D) avec une brillance de surface inférieure de moins d'une magnitude à celle du ciel nocturne ambiant.

### Distance
Sa vitesse par rapport au fond diffus cosmologique est de 4 456 ± 45 km/s, ce qui correspond à une distance de Hubble de 65,73 ± 4,7 Mpc (∼214 millions d'al).
À ce jour, quatre mesures non basées sur le décalage vers le rouge (redshift) donnent une distance de 77,250 ± 2,541 Mpc (∼252 millions d'al), ce qui est à l'extérieur des valeurs de la distance de Hubble. Notons que c'est avec la valeur moyenne des mesures indépendantes, lorsqu'elles existent, que la base de données NASA/IPAC calcule le diamètre d'une galaxie et qu'en conséquence le diamètre de NGC 1797 pourrait être d'environ 22,5 kpc (∼73 400 al) si on utilisait la distance de Hubble pour le calculer.

### Émission de radiation ultraviolette
NGC 1797 est une galaxie dont le noyau brille dans le domaine de l'ultraviolet. Elle est inscrite dans le catalogue de Markarian sous la désignation Mrk 1093 (MK 1093).

### Luminosité dans l'infrarouge
La luminosité de la galaxie NGC 1797 dans l'infrarouge lointain (de 40 à 400 µm)  est égale à 7,24 × 1010 {\displaystyle L_{\odot }} (1010,86{\displaystyle L_{\odot }}) et sa luminosité totale dans l'infrarouge (de 8 à 1 000 µm) est de 1,00 × 1011 {\displaystyle L_{\odot }} (1011,00{\displaystyle L_{\odot }}).